# 함보
완안 함보(完顏函普)는 복간수 완안부의 1대 추장으로 금나라 황실의 시조이다. 고려인 금행(今幸)의 아들 금준(今俊)이기도 하다. 1136년, 시조(始祖), 경원황제(景元皇帝)로 추존되었고, 1142년에, 함보의 묘를 광릉(光陵)이라 칭하였다. 이듬해인 1143년에, 시조(始祖) 의헌경원황제(懿憲景元皇帝)로 증시되었다.

## 이름
서적별로 이름에 대한 표기가 다양하다. 함보(函普)라는 이름은 《금사》에 기재된 것이며, 그 외에도 《신록기(神麓記)》에서는 긍포(掯浦), 《흠정만주원류고》와 《어제개역금사》에서는 합부(哈富, 만주어: ᡥ‍ᠨᠸᡠ Hafu), 《삼조북맹회편(三朝北盟會編)》 사고전서 영인본에는 긍포를 감포(堪布)로 고쳤고, 《송막기문》·《금지(金誌)》·《대금국지(大金国志)》에서는 감복(龕福)로, 《건염이래야조잡기(建炎以來朝野雜記)》에서는 지포(指浦)라 기술했다. 1636년, 숭덕제가 허셔리 히퍼(赫舍里希福, 만주어: ᡥᡝᠰᡝᡵᡳ
ᡥᡳᡶᡝHešeri Hife) 등에게 명하여 만주문자로써 《금사본기(金史本紀)》를 번역하도록 하였고, 4년 뒤에 탈고를 마쳤고, 1644년에 순치제 《금사(만주어:  Aisin Gurun i Suduri)》에는 샨푸(만주어: ᠰᠸᠶ‍ᠠᠠ ᡦᡠ Siyan Pu)라 기술하였다.
《금사》,《고려사절요》,신증동국여지승람에 따르면 고려인 금행(今幸)의 아들 극수(克守) 및 금준(今俊)이라고 하며, 《고려사》에서는 그의 이름을 김극수(金克守) 또는 금준(今俊)이라고 한다.

## 생애
후삼국 때에 신라에서 고려로 교체되는 시기에 거했고, 남송대 모요가 기록한 《신록기》에서는 함보가 신라에서 완안부로 왔다고 한다. 《금사》에 따르면, 함보가 고려에서 나왔을 때 60세였다.
함보의 형 아고내는 불교에 심취해 동행하기를 불응하여, 고려에 남았고, 함보와 아우 보활리는 고려에서 각각 복간수와 야라로 완안부에 들어갔다.
보활리의 후손들은 야라로 완안부의 추장을 세습하다  그 4세손 완안 직리해(直離海) 때 완안 오고내의 복간수 완안부와 통문하여 완안 핵리발 때에는 직리해의 아들 완안 석토문(石土門)이 아우 아사만(阿斯懣)과 함께 부족을 들어 복간수 완안부에 귀부하였다.
《신록기》에 따르면, 함보는 벽목(劈木)하여 문서와 같이 계약을 이루워냈다. 부민들로 하여금 빚을 내게하고, 이자가 늘어나게하여,
근면하게 밭에 종자를 뿌려 마침내 부자가 되었다고 한다. 만약 만주족이 이 닭, 돼지, 개, 말을 훔치는 도적질을 하는 것을 본다면, 만주족들을 질곡(桎梏)으로써 형틀에 묶고, 버드나무 가지를 이용하여 채찍질하였고, 그 외에는 7배로 배상하는 법령을 엄준하고 과단하여 사사롭지 않았다.
이런 이유로 근방 만주족들이 모두 복종하여 그를 신명(神明)이라 칭하였다. 《금사》에 따르면, 고려인 함보가 고려인들을 이끌고 완안부에 이르러 오래 거주하였는데, 그 고려인 부민들은 일찍부터 만주족 사람들을 죽였고 만주족 여성들을 탈취하여 이로 인해 양족은 원한으로 싸움이 그치질 않아 해결되지 않았다. 완안부민들이 함보에게 양족이 서로 죽이지 않게 해 준다면, 완안부에 만주족 여성들이 있으니 서로 결혼시켜 주고 정식 완안부민으로 받아줄 것을 제안하자 함보는 승락했다.
함보는 살인 사건에 대해서는 주모자 1명만 처벌하고 나머지 사람들은 물건으로 보상토록 하면 싸움도 그치고 이득도 될 것이라 하면서 사람들과 함께 만일 살상할 경우, 살인자가 피살자 가족에게 자기가족 1명, 암말 10마리와 수말 10마리, 암소 10마리, 황금 6냥을 주면 즉시 양측은 화해하고 사적인 싸움을 하지 않기로 한다는 법을 규정했다. 완안부민들은 이 규정을 믿고 준수하였으며 이에 대한 사례로 함보에게 청우 1마리를 주고 귀한 만주족 여성들을 신부로 데려가는 것을 허용하였다.《신록기》에 따르면 그중에 가장 귀한 만주족 여성의 나이가 40세였고, 성은 결도고단(結徒姑丹)씨라고 한다. 함보는 마침내 청우를 이용하여, 결도고단씨 일가에 보낼 혼례 예물을 마련함과 동시에 그의 자산을 마련하였다. 결도고단씨는 우마로서 농작기구를 재물로 사용하여, 마침내 함보는 그녀와 혼인하였다.
장남 오로(烏魯), 차남 알로(斡魯), 장녀 주사판(注思板)을 출산하여, 마침내 완안부 사람이 되었고, 이후에 여진 추장 무리가 결맹하여 추대하여 고려인 함보를 수령으로 삼았다.《송막기문》에 따르면, 함보가 일을 잘 처리해 여진족들이 함보에게 수령직 양보하였고, 함보에게 복종하였다고 한다.

## 출자지에 대한 논의
대한민국 역사학계에서는 함보를 고려나 신라인으로 여기고 있지만 함보의 출자에 대해서 다양한 견해가 존재하는데, 이케우치 히로시(池內宏)가 함보가 생여진 사회의 신화(단군조선에 대하여 신화라고 비하하거나 깍아내리고 있지만 그보다 못한 일본서기 등은 엄청난 오류투성이와 거짓으로 점철되어 있다. 그야말로 아전인수격이다)에 지나지 않는다고 주장한 카미 츠구오(三上次男), 나이토우 코난, 이마이 히데 마코토 등이 있는 것을 보면 일본은 역사에 대해서 자기들만의 방식에 의하여 연구나 근거가 빈약한데도 오류다.잘못이다.  거짓이라고 단정하는 경우가 많다
한편 중화인민공화국에서는 초기 진위푸가 시조 함보는 신라인으로 그가 완안부로 들어간 시기가 거란 초로 아직 신라가 멸망하지 않았고 고려가 흥기했던 시기이므로 신라 혹은 고려라고 기술했다고 본 바를 제외하고 장보췐, 쑨진지, 멍구퉈리 등 중국 사학계에서는 함보가 고려인 또는 말갈인이라는 것이 통설을 이루고 있다.
이주전과 김호동은 함보의 출자로 언급되는 '고려'가 고구려를 지칭하는 것이라고 해석한다.
다만 김정배는 고려를 고구려로 보는 것은 시간적으로 전혀 맞지 않는 이야기라고 주장하였고 신라 말의 충지(忠至) 잡간(雜干)과 영규(英規) 아간(阿干)의 예를 들며 신라 말에도 성이 없던 호족들이 존재하였고 역사의 주류라고 볼 수 있는 왕건의 고려와 달리 한국의 문헌에는 나타나지 않는 비주류의 신라, 고려 호족들이 후에 성씨를 내세웠을 것이라고 주장하였다.
차드 D. 가르시아는 함보의 출자가 고려가 아니라고 주장했는데, 함보의 출자가 고려로 기록된 것은 한반도의 권력이 함보가 온 여진족을 지배한 것에 연원한다고 하면서 함보는 사실 고려에서 동여진이라 부른 장백산삼십부여진 출신이라고 추측했다.

## 가계
- 형 : 아고내(阿古乃, ?~?)
- 아우 : 완안 보활리(完顏 保活里, ?~?)
- 황후 : 명의황후 결도고단씨(明懿皇后 結徒姑丹氏, ?~?)
  - 장남 : 금나라 추존 황제 덕황제 완안 오로(德帝 完顏 烏魯, ? ~ 962, 재위 960 ~ 962)
  - 차남 : 완안 알로(完顏 斡鲁, ?~?)
  - 장녀 : 완안 주사판(完顏 注思版, ?~?)

## 참조
1. ↑  《建炎以來朝野雜記》, 乙集・卷19 「邊防2・女眞南徙」: “完顔之始祖指浦者, 新羅人, 自新羅奔女眞, 女眞諸酋推爲首領. 七傳至旻而始大, 所謂阿骨打也.”
2. ↑  金國主阿骨打殂於軍前。
神麓記曰：
女真始祖掯浦出自新羅奔至阿觸胡無所歸
遂依完顏因而氏焉
六十未娶是時酋豪以強陵弱無所制度
掯浦劈木為克如文契約
教人舉債生息勤於耕種子者遂致巨富。
若遇盜竊雞豚狗馬者以桎梏拘械用柳條笞撻外賠償七倍法令嚴峻果斷不私 
由是達近皆伏號為神明
有鄰寨鼻察異酋長姓結徒姑丹小名聖貨者有室女年四十餘尚未婚
遂以牛馬財用農作之具嫁之於掯浦
後女真眾酋結盟推為首領
生訛辣魯繼其父業訛辣魯生佯海佯海生隨闊自幼習射
采生長而善騎射獵 ---삼조북맹회편 1123년 6월 9일 기사
3. ↑  "金之始祖諱函普，初從高麗來，年已六十余矣。兄阿古乃好佛，留高麗不肯從，曰：“後世子孙必有能相聚者，吾不能去也。”独与弟保活里俱。始祖居完颜部仆干水之涯，保活里居耶懒。其后胡十门以曷苏馆归太祖，自言其祖兄弟三人相别而去，盖自谓阿古乃之后。石土门、迪古乃，保活里之裔也。及太祖败辽兵于境上，获耶律谢十，乃使梁福、斡答刺招谕渤海人曰：“女直、渤海本同一家。”盖其初皆勿吉之七部也。始祖至完颜部，居久之，其部人尝杀它族之人，由是两族交恶，哄斗不能解。完颜部人谓始祖曰：“若能为部人解此怨，使两族不相杀，部有贤女，年六十而未嫁，当以相配，仍为同部。”始祖曰：“诺。”乃自往谕之曰：“杀一人而斗不解，损伤益多。曷若止诛首乱者一人，部内以物纳偿汝，可以无斗，而且获利焉。”怨家从之。乃为约曰：“凡有杀伤人者，征其家人口一、马十偶、牸牛十、黄金六两，与所杀伤之家，即两解，不得私斗。”曰：“谨如约。”女直之俗，杀人偿马牛三十，自此始。既备偿如约，部众信服之，谢以青牛一，并许归六十之妇。始祖乃以青牛为聘礼而纳之，并得其赀产。后生二男，长曰乌鲁，次曰斡鲁，一女曰注思板，遂为完颜部人。天会十四年，追谥景元皇帝，庙号始祖。皇统四年，号其藏曰光陵。五年，增谥始祖懿宪景元皇帝。"--- 금사 권1 　본기 권1:　世纪
4. ↑  《금사》에 기록된 완안부는 총 4부로 태신특보수(泰神忒保水) 완안부, 신은수(神隱水) 완안부, 복간수 완안부, 야라로 완안부가 있다.
5. ↑  女真酋長乃新羅人，號完顏氏。
完顏猶漢言「王」也。
女真以其練事，後隨以首領讓之。
兄弟三人，一為熟女真酋長，號萬戶。
其一適他國。
完顏年六十餘，女真妻之以女亦六十餘。
生二子，其長即胡來也。
自此傳三人，至楊哥太師無子，以其侄阿骨打之弟謚曰文烈者為子。
其後楊哥生子闥辣，乃令文烈歸宗。---송막기문
6. ↑  三上次男(1971), 金史研究1: 金代女真社会の研究, 東京: 中央公論美術出版
7. ↑  三上次男(1973), 金史研究3: 金代政治・社会の研究 , 東京: 中央公論美術出版.
8. ↑  内藤湖南. “女眞種族の同源傳説”. 青空文庫.
9. ↑  王久宇 (2018년 7월 12일). “金朝始祖函普若干问题考释”. 中国社会科学院. 2018년 7월 12일에 원본 문서에서 보존된 문서. 2018년 7월 12일에 확인함.
10. ↑  김육불 지음, 동북아역사재단 번역(2007), (김육불의) 東北通史(下) , 동북아역사재단.
11. ↑  張博泉, 《金史簡編》, 요녕인민출판사, 34쪽
12. ↑  《滿語硏究》: 孟古托力,《女眞及其金朝與高麗關系中幾個問題考論》, 65쪽~69쪽
13. ↑  李澍田, 《金史輯佚)》 부록 4 《〈三朝北盟會編〉 中有關金代零星史僚輯叢》 해설자료, 길림문사출판사, 335쪽
14. ↑  김호동. 《아틀라스 중앙유라시아사》. 아틀라스 역사 시리즈. 사계절. 119쪽. ISBN 978-89-5828-932-6.
15. ↑  김정배 (2018). 《한국과 중국의 북방사 인식》. 사계절. ISBN 9788984117440.
16. ↑  Garcia, Chad D. (2012). 《Horsemen from the Edge of Empire: The Rise of the Jurchen Coalition》 (PDF) (학위논문). University of Washington. 15쪽. 2014년 9월 11일에 원본 문서 (PDF)에서 보존된 문서. 2018년 7월 12일에 확인함.

| 전 대 (초대) | 제1대 생여진 복간수 완안부 추장 941년~960년 | 후 대 완안 오로 |